# Willy Habegger

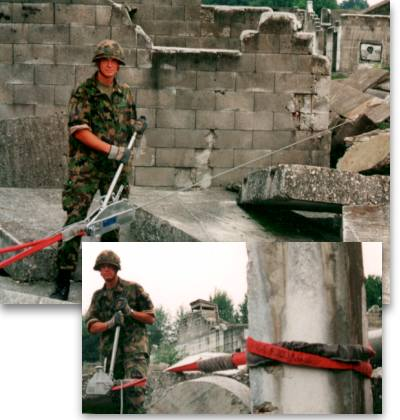
Handseilzug von Habegger

Willy Habegger (* 3. Mai 1918 in Brenzikofen; † 16. April 2002 in Thun) war ein Schweizer Hufschmied, Schlosser und Fabrikant.
Nach einer Hufschmiedlehre und einer Schlosserlehre eröffnete er 1943 seine eigene Werkstatt in Thun. Das Unternehmen Habegger führte 1951 den Handseilzug ein, für den der Name Habegger in der Schweiz synonym geworden ist. Für die Landesausstellung Expo 64 baute Habegger die rotierende Plattform Télécanapé, für die Weltausstellung Expo 67 in Montreal, Kanada, die Einschienenbahn Minirail.
Bis 1980 baute das Unternehmen über 500 Pendel-, Sessel- und Gondelbahnen sowie Skilifte. Seit einer Umstrukturierung in den 1980er-Jahren konzentriert Habegger sich auf die Sparte Hebetechnik – die Abteilung für Seilbahnen ging an Von Roll als Von Roll Transportsysteme und später von Doppelmayr/Garaventa übernommen wurde. 2016 übernahm die Jakob AG aus Trubschachen das Unternehmen. Der Betrieb wird 2022 nach Trubschachen verlegt.
Von 1959 bis 1965 war Willy Habegger Thuner Stadtrat der FDP.